# Thorsten Fürter

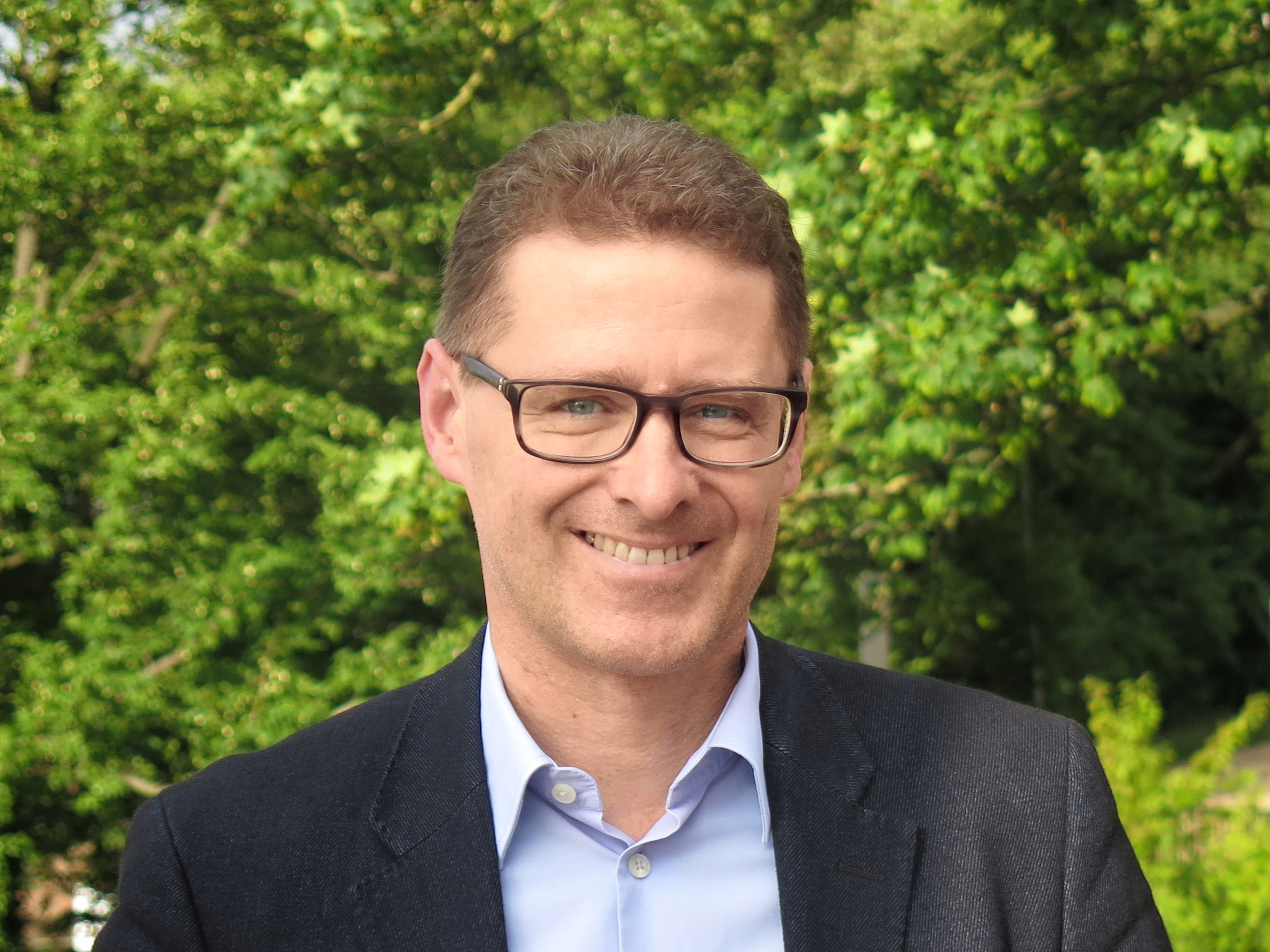
Thorsten Fürter (2017)

Thorsten Fürter (* 25. April 1970 in Hamburg) ist ein deutscher Jurist und Politiker (FDP, zuvor Bündnis 90/Die Grünen).

## Leben
Fürter legte 1990 sein Abitur am Gymnasium Ohlstedt ab. Er studierte von 1991 bis 1997 als Stipendiat der  Friedrich-Naumann-Stiftung Rechtswissenschaften und Journalistik an der Universität Hamburg. Ende 1997 kam er nach mehrjähriger Mitgliedschaft in der FDP über die Grüne Hochschulgruppe an der Universität Hamburg zu den Grünen. Ab 1999 arbeitete er als Richter zunächst in Berlin, von 2002 bis 2008 am Landgericht Lübeck. Im Mai 2008 wurde Fürter Pressesprecher der Hamburger Justizbehörde.
Bei der Landtagswahl in Schleswig-Holstein 2009 zog er über die Landesliste von Bündnis 90/Die Grünen in den Schleswig-Holsteinischen Landtag ein. Fürter war Mitglied des Innen- und Rechtsausschusses und im Parlamentarischen Untersuchungsausschuss zur HSH Nordbank. Zu seinen Themen gehörten unter anderem der Flughafen Lübeck-Blankensee und der Datenschutz. Von 2007 bis 2012 gehörte Fürter dem Parteirat der Schleswig-Holsteinischen Grünen an.
Fürter kandidierte 2011 für das Amt des Lübecker Bürgermeisters. Er erhielt 19,4 % der Stimmen und verpasste damit deutlich die Stichwahl.
Im Januar 2012 legte Fürter sein Landtagsmandat nieder, nachdem er im selben Monat beim Landesparteitag der Grünen bei der Bewerbung um einen Listenplatz nicht berücksichtigt worden war. Er schied vier Monate vor der vorgezogenen Wahl 2012 aus dem Landtag aus und nahm seine Tätigkeit als Richter wieder auf. 2015 wurde er an das Schleswig-Holsteinische Oberlandesgericht gewählt. Im September 2024 kehrte er beruflich nach Lübeck zurück; er übernahm den Vorsitz der Wirtschaftsstrafkammer am Landgericht.
Im Mai 2013 wurde er in die Bürgerschaft der Hansestadt Lübeck gewählt und wurde Vorsitzender der Fraktion Bündnis 90/Die Grünen. Nachdem vier der acht Fraktionsmitglieder Ende März 2016 die Fraktion verlassen und zusammen mit Antje Jansen die GAL-Fraktion gebildet hatten, legte Fürter den Fraktionsvorsitz nieder und wurde zum Kreisverbandsvorsitzenden seiner Partei gewählt.
Bei der Bundestagswahl 2017 kandidierte er für ein Direktmandat im Wahlkreis Lübeck und erhielt 13 Prozent der abgegebenen Stimmen.
Bei der Kommunalwahl im Mai 2018 zog Fürter erneut in die Bürgerschaft ein, nachdem er seinen Wahlkreis direkt für die Grünen gewonnen hatte. Im November 2021 verließ er die Fraktion seiner Partei in der Bürgerschaft und trat auch aus der Partei aus. Als einen Grund nannte er das Führungsversagen des Fraktionsvorstands. 2021 hatten bereits zwei Bürgerschaftsabgeordnete unabhängig voneinander die Fraktion verlassen, die so von elf auf acht Mitglieder schrumpfte.
Seit Februar 2022 ist Fürter erneut Mitglied der FDP und trat der FDP-Bürgerschaftsfraktion bei, die damit auf drei Sitze wuchs. Zur Bürgerschaftswahl im Mai 2023 nominierte ihn die FDP in Lübeck im Oktober 2022 auf Listenplatz 1. Er wurde wie zwei weitere Kandidierende über die FDP-Liste gewählt.
Fürter ist in zweiter Ehe mit der Rechtsanwältin Michelle Akyurt verheiratet, die 2017 als Mitglied von Bündnis 90/Die Grünen in die Lübecker Bürgerschaft gewählt wurde, im Februar 2022 die B90/Die Grünen-Fraktion verließ und im September des Jahres der CDU beitrat.
Fürter hat zwei Kinder.